# تو می‌تونی برقصی
«تو می‌تونی برقصی» (به انگلیسی: You Can Dance) آلبومی از هنرمند اهل ایالات متحده آمریکا مدونا است.